# Pseudocercosporidium venezuelanum
Pseudocercosporidium venezuelanum är en svampart som först beskrevs av Hans Sydow, och fick sitt nu gällande namn av Deighton 1973. Pseudocercosporidium venezuelanum ingår i släktet Pseudocercosporidium och familjen Mycosphaerellaceae.   Inga underarter finns listade i Catalogue of Life.